# Becky Birtha
Becky Birtha (Hampton, 11 de octubre de 1948) es una poeta y autora infantil estadounidense que vive en el área metropolitana  Filadelfia.

## Trayectoria
Rebecca Lucille Birtha nació el 11 de octubre de 1948 en Hampton, Virginia, hija de Jessie Dixon Moore Birtha y Herbert Marshall Birtha. Es la hermana menor de Rachel Roxanne Birtha Eitches, ex locutora de radio internacional de Voz de América. Se identifica a sí misma como afroamericana con herencia cheroqui, catawba, africana e irlandesa, todo lo cual influye en su escritura.
Es conocida por su poesía y cuentos que describen las relaciones entre afroamericanos y lesbianas, y a menudo se centran en temas como las relaciones interraciales, la recuperación emocional de una ruptura, la paternidad soltera y la adopción. Su poesía apareció en la aclamada antología de 1983 de escritura feminista afroamericana Home Girls: A Black Feminist Anthology, editada por Barbara Smith y publicada por Kitchen Table: Women of Color Press. En los últimos años ha escrito tres libros ilustrados de ficción histórica para niños sobre la experiencia afroamericana.
Birtha creció en Filadelfia, Pensilvania, después de que la familia se mudara a la sección Germantown de la ciudad en 1952. En 1963, la familia se mudó al vecindario de West Mount Airy y Birtha asistió a la escuela secundaria para niñas de Filadelfia. Asistió a la Universidad Estatal de Nueva York en Buffalo para obtener una licenciatura en Estudios Infantiles en 1973. El primer libro de cuentos publicado de Birtha fue For Nights Like This One: Stories of Loving Women (1983), una antología de cuentos sobre relaciones lésbicas , año en el que también escribió el prólogo de Breaking Silence (1983) de Anne B. Keating .Un año más tarde, obtuvo una Maestría en Bellas Artes en Escritura de la Facultad de Bellas Artes de Vermont en 1984.Birtha y Keating eran miembros de un taller de escritoras feministas local en Filadelfia bajo los auspicios de un capítulo local del Feminist Writers Guild.Además de escribir, ha trabajado como maestra, bibliotecaria jurídica y representante de una agencia de adopción.Su segundo libro, Lovers' Choice, continúa el enfoque de Birtha sobre la experiencia de las mujeres afroamericanas marginadas en historias como "Ruta 23: 10th y Bigler a Bethlehem Pike", en la que una madre desesperada lleva a sus hijos a un público que dura toda la noche: um paseo en autobús por la ciudad de Filadelfia para mantenerles abrigados.
En 1991, Birtha publicó The Forbidden Poems, una antología de poesía centrada en las relaciones lésbicas. Según Birtha, "Varios [de los] poemas fueron escritos como parte del proceso de recuperación de la ruptura de una relación lésbica de 10 años, de tratar de encontrar una manera de lidiar con los sentimientos que la ruptura produjo en [ella]". La reseña de Publishers Weekly de The Forbidden Poems afirma que en sus escritos Birtha exhibe una "capacidad considerable para dotar a percepciones y sucesos ordinarios de un significado profundo" en sus descripciones de una comunidad lésbica que es "estable, amorosa y creativa, y cuyos miembros todos pueden hacer una gran taza de té: 'incluso una lesbiana deisel que pisa duro / no puede arruinar una olla de agua hirviendo'". Sus trabajos han sido publicados en Azalea: A Magazine by Third World Lesbians, Conditions, Sinister Sabiduría y mujeres: un diario de liberación. Escribe reseñas de libros para The New Women's Times Feminist Review. Ed Hermance, propietario y director de la librería para gays y lesbianas Giovanni's Roo de Filadelfia, ha declarado que las historias de Birtha "tienen un vívido sentido del lugar, así como una profundidad emocional poco común entre los narradores".
Hablando en la 13ª Conferencia Anual de Escritores de Trenton en 1994, Birtha habló de su carrera como escritora y afirmó: "¿Ser negra, mujer y lesbiana han sido las mayores barreras que he tenido que superar para convertirme en una escritora exitosa?... No, de hecho... lo celebro. También soy madre adoptiva, madre soltera y cuáquera, y eso tampoco me ha impedido escribir".
En años posteriores, Birtha pasó a escribir principalmente para niños. Su primer libro infantil, Grandmama's Pride (2005), obtuvo el premio al libro Golden Kite y una ubicación en las listas de lectura maestra de Arkansas, Kansas, Missouri y Georgia. Su segundo libro ilustrado , Lucky Beans (2010), fue nombrado uno de los 100 títulos para leer y compartir de la Biblioteca Pública de Nueva York en 2010, así como uno de los libros notables para niños de 2010 de la revista Smithsonian. Birtha es miembro de la Sociedad de Escritores e Ilustradores de Libros Infantiles.
Birtha vivía con su pareja Nancy y su hija Tasha en el condado de Delaware, Pensilvania. A partir de 2021, es la cuidadora de su anciana madre y reside en el barrio Mount Airy de Filadelfia.Practicó danza folclórica balcánica durante más de diecisiete años y luego estudió otras formas de danza folclórica y moderna. Birtha es miembro de la Real Sociedad Escocesa de Danza Country. Sus pasatiempos actuales son la danza folclórica y tocar el dulcero.
Es miembro de la Sociedad Religiosa de Amigos (Cuáqueros). En febrero de 1991, pronunció un discurso de apertura en la conferencia Amigos por las preocupaciones de lesbianas, gays, bisexuales, transgénero y queer en el que describió la escritura como un proceso meditativo y curativo que la conecta con su fe cuáquera.

## Reconocimientos
En 1985, Becky Birtha recibió una beca individual en literatura del Consejo de las Artes de Pensilvania. Más tarde recibió una beca de escritura creativa del Fondo Nacional de las Artes en 1988. También obtuvo el Fondo Nacional de las Artes y el Pennsylvania Council on the Arts para promover sus obras literarias.
Ganó un premio Pushcart en 1989 por su cuento "Johnnieruth".
En 1992, ganó uno de los IV Premios Literarios Lambda por su antología de poesía lésbica, The Forbidden Poems (1991).
Recibió una de las becas Pew Fellowships in the Arts por 50.000 dólares para el año 1993.
Su libro infantil Grandmama's Pride (2005) ganó el premio Golden Kite Honor Book de la Sociedad de Escritores e Ilustradores de Libros Infantiles de 2005 por texto de libros ilustrados.
Su libro infantil Lucky Beans (2010) ganó el premio Arkansas Diamond Primary Book Award 2010.

## Poesía y cuentos
- Por noches como ésta: Historias de mujeres amorosas, Rana en el pozo (enero de 1983). ISBN 0960362843
- La elección de los amantes, The Seal Press (1987).ISBN 9780931188565

- "Jonnieruth" en McMillan, Terry, ed. Breaking Ice: una antología de ficción afroamericana contemporánea, Viking Press (1990).ISBN 9780670825622. También en Busby, Margaret, ed. Hijas de África: una antología internacional de palabras y escritos de mujeres afrodescendientes, Londres: Jonathan Cape (1992). ISBN 978-0224035927
- "Bebés" en Mullen, Bill, ed. Cuentos revolucionarios: relatos breves de mujeres afroamericanas, desde la primera historia hasta el presente, Laurel Press (1995). ISBN 9780440220824
- "Castillos de hielo" en Ruff, Shawn Stewart, ed. Sigue la forma en que late tu sangre: una antología de ficción lésbica y gay de escritores afroamericanos, H. Holt (1996).ISBN 9780805047363
- "María de las Rosas" en Smith, Bárbara, ed. Inicio Chicas: una antología feminista negra, Rutgers University Press (2000). ISBN 0813527538

Bibliografía
- Literatura de mujeres negras: una lista de libros (1983)

Libros para niños
- El orgullo de la abuela, Albert Whitman & Co. (2005). ISBN 9780807530283
- Frijoles de la suerte, Albert Whitman & Co. (2010). ISBN 9780807547823
- Lejos, cerca de corazón, Albert Whitman & Co. (2017). ISBN 978-0-8075-1275-3